# Baetis zdenkae
Baetis zdenkae is een haft uit de familie Baetidae. De wetenschappelijke naam van de soort is voor het eerst geldig gepubliceerd in 2009 door Soldán & Godunko.
De soort komt voor in het Palearctisch gebied.